# 上海III
『上海III』は、1993年11月にサンソフトより稼働されたアーケードゲーム。サンソフトの上海シリーズでは3作目となる。1994年9月にはスーパーファミコンにも移植され、1998年8月にはニンテンドウパワーでも配信された。また、2015年7月3日にPlayStation 4版、2020年12月31日にNintendo Switch版がアーケードアーカイブスで配信されている。

## 概要
- プレイモードは通常の1Pプレイ、1つの牌の山を協力して消していく1Pと2Pの協力モード、画面を2分割して1Pと2Pが対戦するモードがある。
- 最初は、季節牌4枚（春、夏、秋、冬）、花牌4枚（梅、蘭、菊、竹）を含む合計144枚の麻雀牌が積み上げられた状態が表示される。
- ステージは、全部で12ステージある。いずれも、十二支に関係しており、牌の配列もそれぞれ異なっている。
- アーケード版はどのモードも1コインでプレイできるという仕様となっていた。
- BGMの音源はPSG（AY-3-8910A）とPCMのドラムのみという、アーケード版発売年の1993年にしては一昔前の構成だった。

## ゲームルール
- ルールは今までの上海シリーズと同様で、牌の山の中から同じ牌を2枚選び消していく。左右両方に隣接する牌がある場合や、上に牌が乗っている場合はその牌を選ぶことはできないなど、特に今までのものとルール上の変更点は無い。
- 全ての牌を消せば面クリア。時間切れ、もしくは手詰まりになった場合はゲームオーバー。コンティニューすればそのステージはやり直しとなる。
- 季節牌と花牌は、季節牌同士、花牌同士であれば消せる。また、これらの牌を消すと残りタイムが増える。
- HELP、PEEP、TIMEなどのアシスト機能を使用することができる（回数制限あり）。
- ステージをクリアすると干支の一枚絵が表示され、そこに干支にちなんだことわざが表示された後、神経衰弱のミニゲームが行われる。見事成功すれば得点とアイテムを手に入れることができる。
- 2P対戦プレイは、2分割された画面でそれぞれ同じ配列の牌を消して行き、どちらが先に黄金の牌を消すかを競うもの。先に2勝した方が勝ち。